# Lapwai
Lapwai é uma cidade localizada no estado americano de Idaho, no Condado de Nez Perce.

## Demografia
Segundo o censo americano de 2000, a sua população era de 1134 habitantes.
Em 2006, foi estimada uma população de 1117, um decréscimo de 17 (-1.5%).

## Geografia
De acordo com o United States Census Bureau tem uma área de
2,0 km², dos quais 2,0 km² cobertos por terra e 0,0 km² cobertos por água. Lapwai localiza-se a aproximadamente 246 m acima do nível do mar.

## Localidades na vizinhança
O diagrama seguinte representa as localidades num raio de 20 km ao redor de Lapwai.